# 冰巨行星
冰巨行星（英語：ice giant，又稱類海行星），是一種主要由比氫和氦更重的氣體組成的巨行星，例如氧、碳、氮和硫等。在太阳系中，天王星和海王星均是典型的冰巨行星。在它們的質量大約只有20%是氫和氦，而氣態巨行星（木星和土星）的質量中通常主要是含有90%以上的氫和氦。在1990年代，人們意識到天王星和海王星是另一類獨特的巨行星，獨立於其他的巨行星。

## 結構

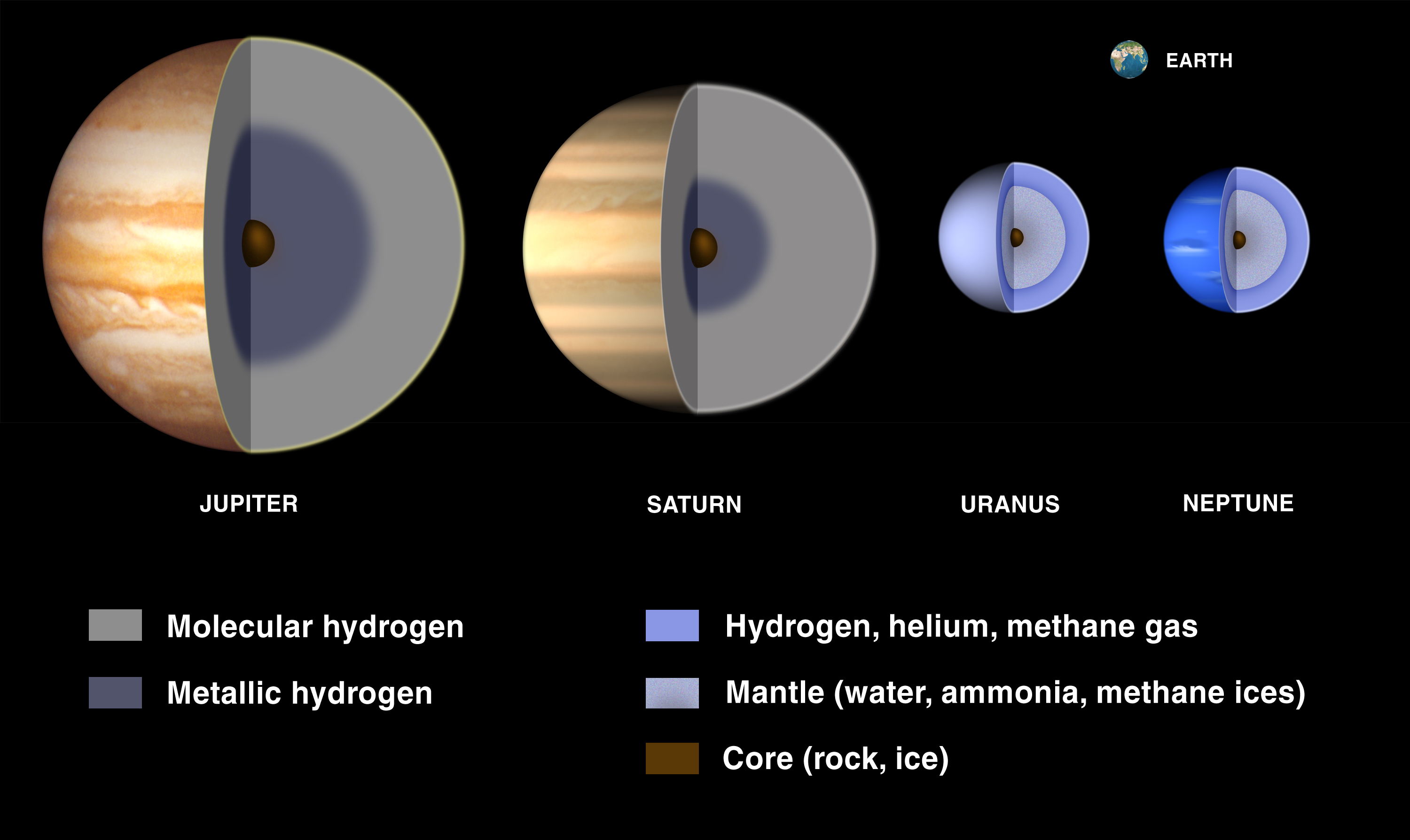
木星、土星、天王星和海王星的內部結構。木星和土星均有著氫氣外層和金属氢內層，而天王星和海王星則有著氫氣與氦氣外層和「冰」內層。

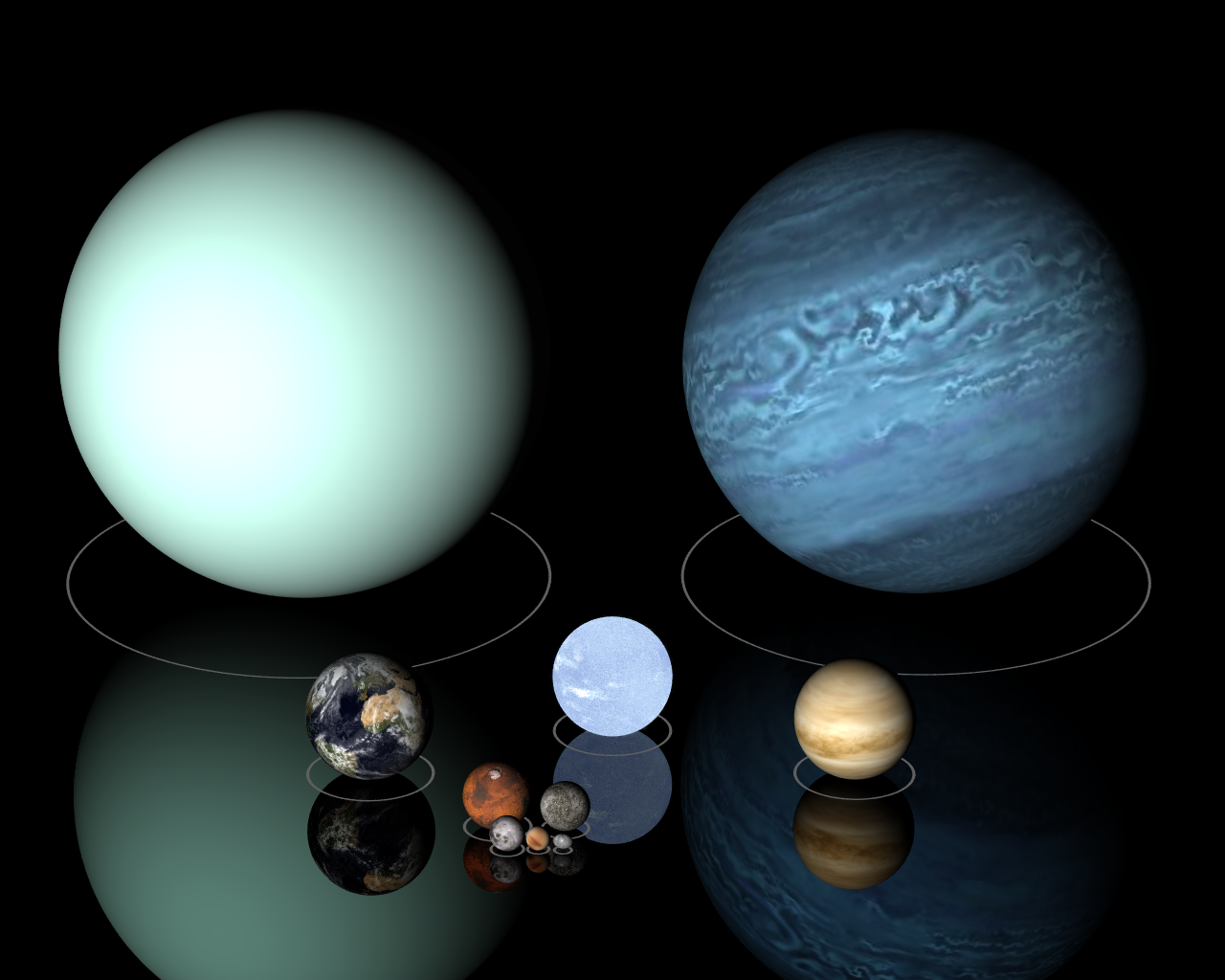
天王星（左上）、海王星（右上）和太陽系類地行星（下）的大小比較

於1990年代，天文學家發現天王星和海王星其實與氣態巨行星不同，因為它們只有20%的成份是氫氣，而木星和土星等氣態巨行星卻有高達90%的成份都是氫氣。這些冰巨行星的主要成份為「冰」，即比氫和氦更重的元素。這些材料在冰巨行星的形成過程中是以固體的狀態存在，但現在只存在於某特定情況，如超臨界流體。儘管冰巨行星的表層仍然是以氫氣為主，但在這範圍之下的內部區域則大致呈現「冰凍」狀態。這些「冰」主要由水、氨與甲烷組成，因此水的状态方程對冰巨行星的形成佔有非常重要的地位。與氣態巨行星不同的是，這些冰巨行星的核心缺乏金属氢。

## 氣候
冰巨行星有著變化極大的大氣模式，其中包括极地涡旋、強烈的緯向風，和大尺度環流。現在還沒有任何模型能夠準確解釋這些氣候系統。因為它們的巨大規模和低熱導率，行星內部的壓力可達數百GPa，而溫度則可達數千K。於2012年3月，天文學家們發現，冰巨行星中的水的可壓縮性可能少於正常的三分之一。這個數據有助於為冰巨行星建模，並能有助天文學家們對它們的理解。除了天王星和海王星外，太陽系外也有冰巨行星的存在。

## 形成
冰巨行星的大小比氣態巨行星小，但仍然比類地行星大。冰巨行星大小受到約束，源於一個重要因素：氣態巨行星的形成必須比類地行星快，因為它們要防止原行星盤中的氣體消散。根據觀測年輕星團中的原行星盤，冰巨行星必須在3-10萬年之內形成，之後原行星盤就會開始消散。

## 磁場
天王星和海王星的磁場均異常地移位和傾斜。這些冰巨行星的磁場強度介乎於氣態巨行星和類地行星之間，即地球磁場強度的數十倍。天王星和海王星的磁場強度分別是地球的50倍和25倍。這些冰巨行星的磁場是來自其電離對流熔融冰幔。

## 比較

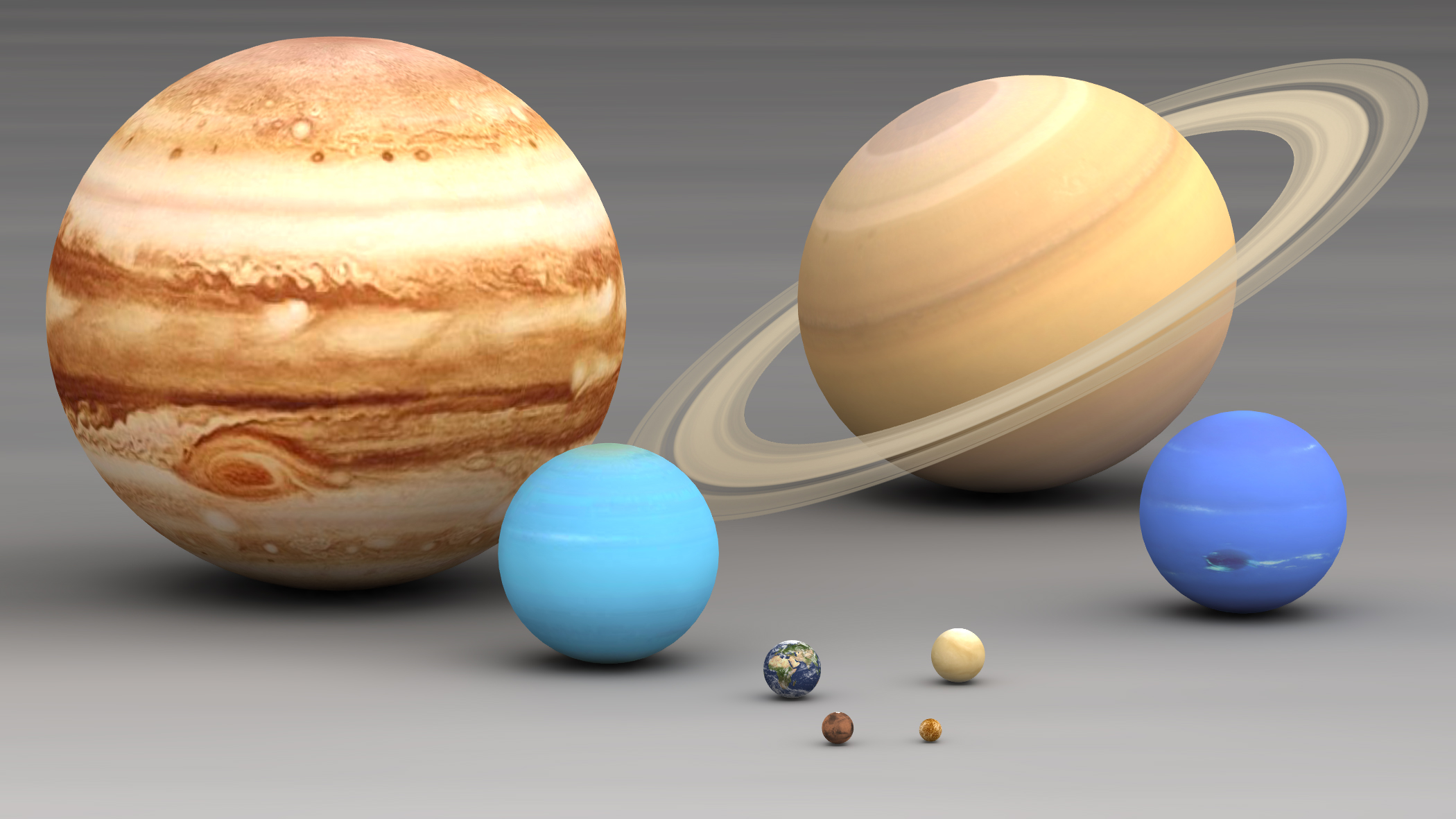
類木行星（上）、冰巨行星（中）和類地行星（下）的大小比較

冰巨行星的大小明顯比氣態巨行星小得多：木星和土星的赤道半徑分別是71492公里和60268公里，但天王星和海王星僅有25559公里和24764公里。儘管如此，冰巨行星仍然比類地行星大得多（地球的赤道半徑僅為6378公里）。而它們的質量、自轉周期、卫星数量等亦介乎於氣態巨行星與類地行星之間。

### 比較表
亮灰色為冰巨行星
 淡棕色為類木行星
 水藍色為類地行星
| 天体   | 赤道半径 （km） | 赤道重力 地球=1 | 體積 地球=1 | 质量 地球=1 | 平均密度 （g/cm） | 轨道半径 （AU） | 赤道傾角 （度） | 公转周期 （地球年） | 自转周期 （地球日） | 已发现卫星数 |
| ------ | --------------- | --------------- | ----------- | ----------- | ----------------- | --------------- | --------------- | ------------------- | ------------------- | ------------ |
| 天王星 | 25559           | 0.89            | 63          | 14.54       | 1.27              | 19.2184         | 97.9            | 84.01年             | 17小时14分钟        | 27           |
| 海王星 | 24764           | 1.11            | 58          | 17.15       | 1.64              | 30.1104         | 27.8            | 164.82年            | 16小时06分钟        | 14           |
| 木星   | 71492           | 2.48            | 1321        | 317.832     | 1.33              | 5.2026          | 3.08            | 11.86年             | 9小时50分钟         | 95           |
| 土星   | 60268           | 0.94            | 755         | 95.16       | 0.69              | 9.5549          | 26.7            | 29.46年             | 10小时39分钟        | 83           |
| 地球   | 6378            | 1.00            | 1.00        | 1.000       | 5.52              | 1.0000          | 23.44           | 1年                 | 23小时56分钟        | 1            |

## 外部連結
- Sandia experiments may force revision of astrophysical models of the universe - Sandia Labs（页面存档备份，存于）